# Мисловице
Мисловѝце(на полски: Mysłowice; на словашки: Myslowicy; на чешки: Myslovice; на немски: Myslowitz) е град в южна Полша, Силезко войводство. Административно е обособен в самостоятелен градски окръг (повят) с площ 65,62 km2.

## География
Градът се намира в историческата област Горна Силезия, в Силезките възвишения и на реките Пжемша и Бриница. Той е част от Горносилезката метрополия и по-голямата Горносилезка конурбация. На запад граничи с главния град на агломерацията Катовице, на изток със Сосновец и Явожно, на юг с Берунско-Ленджински окръг.

## История
Мисловице е един от най-старите градове в Горна Силезия. Първоначално разположен при сливането на реките Бяла и Черна Пжемша, той се намира на важния търговски път, свързващ Вроцлав с Краков. Най-ранните археологически данни за селището са от XII век, а първото му споменаване е от 1306 година. През 1360 година Мисловице вече е определяно като град.
През вековете градът попада на територията на различни държави. След създаването на Германската империя през 1871 година областта става известна като Ъгъл на тримата императори, тъй като е разположена при пресичането на границите между Германската, Австро-Унгарската и Руската империя. След Първата световна война и проведен през 1922 година плебисцит Мисловице с част от Горна Силезия е присъединен към възстановилата независимостта си Полша.

## Население
Според данни от полската Централна статистическа служба, към 1 януари 2014 г. населението на града възлиза на 75 129 души. Гъстотата е 1 145 души/km2.

## Известни личности

### Родени в града
- Аугуст Хлонд, духовник, примас на Полша в периода 1926 – 1948 г.

## Фотогалерия
- Църква „Св. Яцек Одровонж“
- Музей на пожарната